# Orgilus rugosus
Orgilus rugosus är en stekelart som först beskrevs av Christian Gottfried Daniel Nees von Esenbeck 1834.  Orgilus rugosus ingår i släktet Orgilus och familjen bracksteklar. Inga underarter finns listade i Catalogue of Life.